# マルティーヌ・ロティエ
マルティーヌ・ロティエ（Martine Rottier 1955年6月12日 - ）はフランス出身の柔道選手。現役時代は61kg級の選手。

## 人物
1975年からヨーロッパ選手権61kg級を2連覇するなど、ヨーロッパを代表する選手の1人として活躍していた。1980年の世界選手権では61kg級で3位となった。1982年に地元のパリで開催された世界選手権では優勝を飾った。1984年にはヨーロッパ選手権で8年ぶり3度目の優勝を飾ると、世界選手権では3位だった。

## 主な戦績
- 1975年 - ヨーロッパ選手権　優勝
- 1976年 - ヨーロッパ選手権　優勝
- 1977年 - ヨーロッパ選手権　3位
- 1978年 - ヨーロッパ選手権　2位
- 1980年 - ドイツ国際　優勝
- 1980年 - 世界選手権　3位
- 1981年 - ヨーロッパ選手権　3位
- 1982年 - ヨーロッパ選手権　3位
- 1982年 - 世界選手権　優勝
- 1983年 - ヨーロッパ選手権　3位
- 1984年 - ドイツ国際　3位
- 1984年 - ヨーロッパ選手権　優勝
- 1984年 - 世界選手権　3位
- 1986年 - ドイツ国際　3位
- 1986年 - ベルギー国際　3位
- 1986年 - イギリス国際　2位
- 1987年 - オーストリア国際　優勝
- 1988年 - フランス国際　2位
- 1988年 - オランダ国際　3位